# Šarlotina pavučinka
Šarlotina pavučinka (v anglickém originále Charlotte's Web) je dětský román z roku 1952. Autorem je americký spisovatel E. B. White, ilustrace vytvořil Garth Williams. Podle knihy byl v roce 1973 natočen stejnojmenný animovaný film. Na něj volně navazuje film Velké dobrodružství prasátka Wilbura - Šarlotina pavučinka 2. V roce 2006 byl natočen stejnojmenný hraný film.

## Děj
Dívka Fern jednoho dne pozoruje ve chlévě prasnici s malými selátky. Je jich 11, a prasnice má jen 10 struků. Proto chce dívčin otec nejmenší prasátko zabít. To se však nelíbí Fern, a tak prasátku slíbí, že ho nedá a že se o ně bude starat. Dá mu jméno Wilbur. Když už ho nemůže mít doma, dá ho na farmu svého strýce a každý den za ním chodí. Wilbur i Fern si najdou na farmě kamarády: husu s houserem, krávy, ovce, jednoho koně, krysu Templetona a hlavně pavouka Šarlotu. Když se jednoho dne Wilbur dozví, že před Vánoci ho farmář zabije a upeče, je zoufalý. Šarlota mu slíbí, že vymyslí něco, aby se tak nestalo. Utká pavučinu s nápisem SKVĚLÉ PRASE. Z té je senzace, ale až o ni ochabne zájem, Šarlota musí vymyslet jiné a lepší slovo. Utká jich ještě několik a farmář přihlásí Wilbura na soutěž domácích zvířat, kam ho převezou v bedně i se dvěma černými pasažéry: Šarlotou a Templetonem. Šarlota utká ještě jednu pavučinu, a Wilbur vyhraje medaili. Šarlota zůstane na trámu, kde i zemře, protože nemá sílu slézt dolů. Ale Wilbur za pomoci Templetona převeze domů obal s Šarlotinými vajíčky, ze kterých se potom na jaře vylíhne moc malých pavoučků, kteří odletí, ale u Wilbura zůstanou tři: Radost, Aranea a Kráska. A Wilbur se dočká sněhu i Vánoc i příštího jara a mnoha dalších.